# 필리핀 항공의 운항 노선
현재 필리핀 항공은 다음과 같은 노선을 운항하고 있다.

## 운항 노선

### 아시아

#### 동아시아
- 대한민국
  - 서울 – 인천국제공항
  - 부산 – 김해국제공항
  - 제주 - 제주국제공항 계절편
- 중화인민공화국
  - 베이징 – 베이징 서우두 국제공항
  - 상하이 – 상하이 푸둥 국제공항
  - 난닝 - 난닝 우수 국제공항 전세편
  - 샤먼 – 샤먼 가오치 국제공항 *
- 마카오
  - 마카오 - 마카오 국제공항
- 홍콩
  - 홍콩 - 홍콩 첵랍콕 국제공항
- 일본
  - 도쿄 – 나리타 국제공항
  - 나고야 – 주부 센토레아 국제공항
  - 삿포로 - 신치토세 공항
  - 오사카 – 간사이 국제공항
  - 후쿠오카 – 후쿠오카 공항
- 중화민국
  - 타이베이 – 타이완 타오위안 국제공항

#### 동남아시아
- 말레이시아
  - 쿠알라룸푸르 – 쿠알라룸푸르 국제공항
- 베트남
  - 하노이 - 노이바이 국제공항
  - 호치민 시 – 떤선녓 국제공항
- 싱가포르
  - 싱가포르 - 싱가포르 창이 국제공항
- 인도네시아
  - 자카르타 – 수카르노 하타 국제공항
- 캄보디아
  - 프놈펜 - 프놈펜 국제공항
- 태국
  - 방콕 – 수완나품 국제공항
- 파푸아뉴기니
  - 포트모르즈비 - 잭슨 국제공항
- 필리핀
  - 루손섬
    - 마닐라 – 니노이 아키노 국제공항 허브
    - 라오아그 – 라오아그 국제공항
    - 레가스피 – 레가스피 공항
    - 팔라완 – 푸에르토 프린세사 국제공항

  - 민다나오섬
    - 다바오 – 프란시스코 방보이 국제공항
    - 제너럴 산토스 – 제너럴 산토스 국제공항
    - 삼보앙가 – 삼보앙가 국제공항
    - 오사미스 – 라보 공항
    - 카가얀데오로 – 룸비아 공항

  - 비자야스섬
    - 세부 – 막탄 세부 국제공항 허브
    - 칼리보 – 칼리보 국제공항
    - 로하스 – 로하스 공항
    - 타그빌라란 – 타그빌라란 공항

#### 남아시아
- 인도
  - 델리 - 인디라 간디 국제공항

#### 서남아시아
- 사우디아라비아
  - 리야드 - 킹 칼리드 국제공항
  - 담맘 - 킹 파드 국제공항
- 아랍에미리트
  - 두바이 - 두바이 국제공항
- 카타르
  - 도하 – 뉴도하 국제공항
- 쿠웨이트
  - 쿠웨이트 시티 – 쿠웨이트 국제공항

### 유럽
- 영국
  - 런던 – 런던 히드로 국제공항
- 러시아
  - 블라디보스토크 – 블라디보스토크 국제공항 전세편
  - 하바롭스크 – 하바롭스크 공항 전세편

### 북아메리카
- 미국
  - 뉴욕 - 존 F. 케네디 국제공항
  - 로스앤젤레스 – 로스앤젤레스 국제공항
  - 샌프란시스코 – 샌프란시스코 국제공항[1]
  - 호놀룰루 – 대니얼 K. 이노우에 국제공항
- 캐나다
  - 밴쿠버 – 밴쿠버 국제공항
  - 토론토 - 토론토 피어슨 국제공항[2][3]

### 오세아니아

#### 오스트랄라시아
- 뉴질랜드
  - 오클랜드 - 오클랜드 국제공항
- 오스트레일리아
  - 다윈 - 다윈 국제공항
  - 멜버른 – 멜버른 공항
  - 브리즈번 - 브리즈번 공항
  - 시드니 – 시드니 킹스포드 스미스 국제공항

#### 미크로네시아
- 괌
  - 괌 - 앤토니오 B. 원 팻 국제공항
- 북마리아나 제도
  - 사이판 - 사이판 국제공항

## 과거 취항지

### 아시아

#### 동아시아
- 대한민국
  - 서울 - 김포국제공항
  - 무안 - 무안국제공항
- 중화인민공화국
  - 청두 - 청두 솽류 국제공항[4]
  - 충칭 - 충칭 장베이 국제공항[4]
  - 항저우 - 항저우 샤오산 국제공항
- 홍콩
  - 홍콩 - 홍콩 카이탁 국제공항
- 일본
  - 오키나와 - 나하 공항[5]

#### 동남아시아
- 말레이시아
  - 코타키나발루 - 코타키나발루 국제공항
  - 쿠칭 - 쿠칭 국제공항
  - 라부안 - 라부안 공항
  - 산다칸 - 산다칸 공항
- 브루나이
  - 반다르스리브가완 - 브루나이 국제공항[6]
- 인도네시아
  - 마나도 - 삼 라투랑이 국제공항
- 태국
  - 방콕 - 돈므앙 국제공항
- 필리핀
  - 바콜로드 – 바콜로드 실리안 국제공항
  - 일로일로 – 일로일로 국제공항
  - 가산 - 마린두케 공항
  - 다에트 - 바가스바스 공항
  - 두마게테 – 실부안 공항
  - 디폴로그 – 디폴로그 공항
  - 바기오 - 로아칸 공항[5]
  - 바스코 - 바스코 공항
  - 발레르 - 발레르 공항
  - 봉가오 - 봉가오 공항
  - 부투안 – 바카시 공항
  - 비슬릭 - 비슬릭 공항
  - 칼라판 - 칼라판 공항
  - 코타바토 – 어왕 공항
  - 타클로반 – 다니엘 Z.로무디즈 공항

#### 남아시아
- 인도
  - 콜카타 - 네타지 수바스 찬드라 보스 국제공항[7]

#### 서남아시아
- 바레인
  - 마나마 - 바레인 국제공항
- 사우디아라비아
  - 다란 - 다란 국제공항
  - 제다 - 킹 압둘아지즈 국제공항
- 아랍에미리트
  - 아부다비 - 아부다비 국제공항
- 이스라엘
  - 텔아비브 - 벤구리온 국제공항[7]
- 파키스탄
  - 카라치 - 진나 국제공항[7]

### 아프리카
- 이집트
  - 카이로 - 카이로 국제공항[8]

### 유럽

#### 서유럽
- 영국
  - 런던 - 런던 개트윅 국제공항[7]
- 프랑스
  - 파리 - 파리 샤를 드 골 국제공항[5]
- 독일
  - 프랑크푸르트 - 프랑크푸르트 국제공항[5]
- 네덜란드
  - 암스테르담 - 암스테르담 스키폴 국제공항[9]

#### 중유럽
- 스위스
  - 취리히 - 취리히 국제공항[5]

#### 남유럽
- 그리스
  - 아테네 - 아테네 국제공항[10]
- 스페인
  - 마드리드 - 마드리드 바하라스 국제공항[7]
- 이탈리아
  - 로마 - 레오나르도 다 빈치 국제공항[7]

### 북아메리카
- 미국
  - 뉴어크 - 뉴어크 리버티 국제공항
  - 라스베이거스 - 매캐런 국제공항[11]
  - 시카고 - 시카고 오헤어 국제공항

### 오세아니아
- 오스트레일리아
  - 케언스 – 케언스 공항
  - 퍼스 - 퍼스 공항

## 같이 보기
- PAL 익스프레스의 운항 노선